# Praepositus sacri cubiculi
Der Praepositus sacri cubiculi (etwa: „Vorsteher der heiligen Schlafkammer“) war der Oberkämmerer am spätrömischen Kaiserhof seit der Zeit Konstantins des Großen und einer der höchsten Würdenträger. Ihm oblag die Aufsicht über den kaiserlichen Haushalt.
Der oberste cubicularius hatte aufgrund seiner Position einen direkten Zugang zum Kaiser und war dementsprechend einflussreich. Besonders im Ostreich gelang es diversen Oberkämmerern, ihre Kaisernähe zu ihren Gunsten zu nutzen. In der Notitia dignitatum rangierte der praepositus sacri cubiculi gleich nach dem magister militum und noch vor den Hofministern wie dem wichtigen magister officiorum. Im Codex Theodosianus wurde er in einem Gesetz aus dem Jahr 422 sogar mit den obersten spätrömischen Zivilbeamten, den Prätorianerpräfekten, gleichgestellt.
Andererseits waren die cubicularii ganz auf die kaiserliche Gunst angewiesen. Bei ihnen handelte es sich fast ausschließlich um Eunuchen, die im spätantiken Imperium zu einer sozialen Randgruppe gehörten. Sie stammten meistens aus den orientalischen Regionen und erhielten bei Hofe eine gute Ausbildung, anschließend dienten sie in teils ganz unterschiedlichen Positionen. Obwohl sie nun Freigelassene waren, hing ihr Wohlergehen weitgehend von ihrem Dienstherren ab. In diesem Sinne verfügten die Kaiser über grundsätzlich ihnen gegenüber loyale Dienstpersonen, die zudem keine Erben hinterließen. In den Quellen wird ihr Einfluss auf die Politik allerdings kritisch vermerkt, zumal sie oft bestechlich waren. Einige Oberkämmerer bezahlten denn auch mit ihrem Leben, wenn sie in Ungnade fielen (so Eutropios im Jahr 399 oder Eusebius 409), während andere sich fast unverzichtbar machten (wie Narses unter Justinian I. Mitte des 6. Jahrhunderts).
Im Frühmittelalter ist am Königshof der Merowinger das Amt des cubicularius bis Anfang des 7. Jahrhunderts belegt. Er diente dort als königlicher Kämmerer in einer ganz ähnlichen Position und war für den Haushalt des Königshofes verantwortlich, erreichte aber nie die politische Bedeutung wie im Römischen Reich.